# Вишиванковий фестиваль в Одесі 2010
«Вишиванковий фестиваль» 2010 - етнофестиваль, що проходив 23 серпня (День Державного Прапора України) та 24 серпня (День Незалежності України) 2010 року на Приморському бульварі в Одесі. Фестиваль присвячений 19-тій річниці Незалежності України.

## Загальний опис фестивалю
2009 року «Вишиванковий фестиваль» входив до складу масштабнішого дійства під назвою «Моїй країні – 18!». 2010 року він отримав самостійний статус і значно більший масштаб. 
«Вишиванковий фестиваль» 2010 – мультиструктуроване дійство, всередині якого зосереджено близько двох десятків різноманітних акцій, забав та заходів. З восьмої години ранку до восьмої вечора на Приморському бульварі діяли фотовиставка «Україна синьо-жовта» та ярмарок народних майстрів, на якому можна було подивитися та придбати вишиванки та етнічні прикраси, традиційну кераміку та українські книжки, диски з вітчизняною музикою, фільмами, різноманітні українські сувеніри. Також проходили майстер-класи народних майстрів з ковальства, гончарства, виготовлення бандури, виготовлення ляльок-мотанок, вишивки, плетіння та багато-багато іншого. З ранку і до вечора  волонтери акції «Наша стрічка» роздавали одеситам та гостям міста стрічки національних кольорів, діяла імпровізована фотостудія, де кожен мав змогу зробити світлину у вишиванці у професіоналів.

## Організатори
«Вишиванковий фестиваль» проводився молодіжною громадською організацією «Демократичний Альянс» спільно з патріотичною молоддю міста при підтримці управління молодіжної та сімейної політики Одеської міської ради.
Для підготовки свята було сформовано оргкомітет  шляхом самоорганізації всіх бажаючих зробити День Незалежності в Одесі яскравим і незабутнім, який працював 2 місяці. Організатори – як представники громадських організацій, так і люди, які не є членом жодної організації, працювали виключно на волонтерських засадах. Організатори не мають стосунку до жодної з політичних партій. Меценатами «Вишиванкого фестивалю» виступили члени Українського Клубу.

## Перелік заходів, що відбулись під час фестивалю

Урочисте підняття Державного Прапора України.

Ярмарок народних майстрів на Приморському бульварі під час фестивалю.

"Вишиванковий ланцюг" на Потьомкінських сходах.

23 серпня
| Назва заходу                          | Опис заходу |
| ------------------------------------- | --- |
| Виставка-ярмарок                      | Продаж виробів народних майстрів (вишиванки, прикраси, кераміка, книги, диски з українською музикою та фільмами, сувеніри тощо). |
| Фотовиставка «Україна синьо-жовта»    | |
| Акція «Наша стрічка»                  | Роздача одеситам та гостям міста синьо-жовтих стрічок. |
| Вишивання рушника-оберега             | Колективне вишивання рушника – оберіга для Одеси (за традицією рушник треба вишити від сходу до заходу сонця). |
| Підняття Державного Прапора           | Підняття Потьомкінськими сходами Державного Прапора України розміром 19х12 метрів (19 метрів символізують 19 років Незалежності України). |
| Майстер-класи з народних мистецтв     | Майстер класи з вишивки, бісероплетіння, плетіння вінків та ляльок-мотанок, малювання по склу та каміню, плетіння фєнічок та расточок, гончарство та ковальство, виготовлення бандури тощо.                                                                                 |
| Козацькі забави та розважальні заходи | Козацькі забави, змагання, фотосесія та конкурс на найкращу вишиванку, вікторини, ігри, графіті, боді-арт, манікюр, фарбування волосся, плетіння расточок, роздача жовто-синьої символіки (стрічок, значків, жовтих та блакитних кульок), малювання шаржів, танці, аукціон. |
| Літературна сцена                     | Концерт за участю музик та літераторів на сцені. |
| «Ukrainian Party 2010»                | Святкова вечірка в арт-кафе «Вихід». |

24 серпня
| Назва заходу                                   | Опис заходу                                                                             |
| ---------------------------------------------- | --------------------------------------------------------------------------------------- |
| Продовження виставки-ярмарку                   |                                                                                         |
| Продовження фотовиставки «Україна синьо-жовта» |                                                                                         |
| «Вишиванковий ланцюг»                          | Живий ланцюг на Потьомкінських сходах. Фіксування рекорду кількості людей у вишиванках. |
| Флеш-арт-моб «Будуймо Україну»                 |                                                                                         |
| Чемпіонат з швидкісного поїдання вареників     |                                                                                         |
| Майстер-класи з народних мистецтв              |                                                                                         |
| Підняття в небо 19-метрового стягу             |                                                                                         |
| Роздача усім волонтерам прапорів               |                                                                                         |
| Вечірка до Дня Незалежності                    |                                                                                         |